# Борис Богданов (политик)
Вижте пояснителната страница за други личности с името Борис Богданов.
Вижте пояснителната страница за други личности с името Богданов.
Борис Иванов Богданов е деец на българското работническо движение, общественик и политик.

## Биография
Роден е на 17 декември 1896 г. в Трявна. По време на Първата световна война е взводен командир. От 1919 г. е член на БКП. Взема активно участие в железничарската стачка и в стачката на работниците в захарна фабрика в Горна Оряховица. Сподвижник е на Хараламби Стоянов, Панайот Цвикев и Сотир Зринов. От 1920 до 1923 г. е член на Градския комитет на БКП в Горна Оряховица, а между 1923 и 1925 г. и на Окръжния комитет на БКП в града. През 1925 г. е осъден на смърт, но амнистиран през 1929 г. Между 1935 и 1939 г. е член на ЦК на БКП. След Втората световна война е помощник-командир на Трудови войски (1945 – 1947). От 1947 до 1949 г. е заместник-командир по политическата част на Тила на българската народна армия. В периода 1949 – 1953 е главен директор на „Хранескпорт“. Преподава история на БКП във ВИСИ. От 1966 до 1989 г. е член на Централната контролно-ревизионна комисия на БКП.. Автор е на спомени „Ветеранът разказва“.
Изявява се като активен обществен и политически деец на Горна Оряховица. Приживе е избран за почетен гражданин на града.